# 1997年大韓民国大統領選挙
1997年大韓民国大統領選挙（1997ねんだいかんみんこくだいとうりょうせんきょ、韓国語: 1997년 대한민국 대통령 선거）は、大韓民国の第15代大統領を選出するために1997年12月18日に実施された韓国の選挙である。
韓国では選挙回数を「第○回」ではなく「第○代」と数えるのが一般的である。

## 本大統領選挙の特徴
金融危機（アジア通貨危機）で、韓国経済が破綻の危機を迎えた最中行なわれた選挙である。この選挙で4度目の挑戦となった第一野党である新政治国民会議（国民会議）の金大中候補が、与党ハンナラ党の李会昌候補、国民新党の李仁済候補を押さえて、当選を果たし、念願の大統領の座を手に入れた。この結果、韓国の憲政史上初めて選挙を通じた与野党間の平和的政権交代が実現した大統領選挙となった。
今回の選挙戦から、金権選挙をなくすために、選挙運動期間中における屋内外での大規模選挙集会を開くことが禁止され、選挙戦は候補者同士によるテレビ討論を通じて国民にアピールする方式に変更されたことも特徴である。

## 大統領選に向けた動き
選挙戦当初、候補者として取りざたされていたのは、与党の新韓国党が9人、野党側では政治経験が豊富な金大中・新政治国民会議総裁（71歳）、金鍾泌・自由民主連合総裁（70歳）などであった。

### 与党側の有力候補
与党新韓国党の有力候補は以下の通り　
- 崔炯佑議員（61歳＝元内務部長官）…脳卒中で（3月11日）出馬を断念
- 金徳龍議員（55歳＝前政務第1長官）
- 李仁済京畿道知事（48歳）
- 金潤煥議員（64歳＝前代表）…李会昌代表の支持を表明し、不出馬を宣言（6月3日）
- 李漢東議員（62歳＝前国会副議長）
- 李会昌代表議員（62歳＝元国務総理）…判事出身で、金泳三政権初期に監査院長として不正・腐敗を追及し、国民的人気が高い。
- 李洪九顧問（62歳＝前代表）…支持率が1%程度に留まり7月19日に出馬を断念
- 李寿成顧問（59歳＝前国務総理）
- 朴燦鍾議員…1992年の大統領選挙、1995年のソウル市長選挙に出馬して健闘。一定の大衆的人気がある。7月19日に出馬断念。
- 崔秉烈議員…前ソウル市長、脳卒中で倒れた崔炯佑に代わって5月31日に選挙戦に参加した。

最終的に、6人の候補による争いとなり、7月21日に1万2,000人余りの代議員による投票が行われ、一次投票を経て決選投票で、李会昌が李仁済を退けて新韓国党の大統領候補に指名された。
|        | 1次投票結果 （有効票1万2,049票） | 1次投票結果 （有効票1万2,049票） | 決選投票結果 | 決選投票結果 |             |
| 得票数 | 得票率                           | 得票数                           | 得票率       |              |             |
| ------ | -------------------------------- | -------------------------------- | ------------ | ------------ | ----------- |
| 李会昌 | 4,955                            | 41.1%                            | 6,922        | 60%          | 候補者 確定 |
| 李仁済 | 1,774                            | 14.7%                            | 4,622        | 40%          |             |
| 李漢東 | 1,766                            | 14.6%                            |              |              |             |
| 金徳龍 | 1,673                            | 13.9%                            |              |              |             |
| 李寿成 | 1,645                            | 13.6%                            |              |              |             |
| 崔秉烈 | 236                              | 2.0%                             |              |              |             |

### 野党側の有力候補
- 金大中（71歳＝新政治国民会議総裁）…5月19日に国民会議の大統領候補に選出（今回で4回目の出馬）
- 金鍾泌（70歳＝自由民主連合総裁）…6月24日に自民連の大統領候補に選出

### 与野党の候補一本化と政党の離合集散
与党新韓国党が李会昌前代表を、新政治国民会議は金大中、自民連が金鍾泌とそれぞれ、有力候補が出そろったが、李会昌の支持率がダントツで、与党の候補者に指名された時点では当選確実とまで言われていた。しかし、息子2人の兵役逃れ疑惑が発覚したことで、李会昌候補の支持率は急落し、にわかに混戦模様となった。
この状況を受けて、新韓国党の党内選挙で敗れた李仁済が、9月17日に京畿道知事を辞任して離党と選挙出馬を宣言し、11月4日には国民新党を結成して同党の大統領選の候補となった。当時ソウル市長であった趙淳も9月8日に市長を辞任し、同月11日、第3野党である民主党の候補に選ばれた。
これで大統領選挙は、与党代表の李会昌、3野党の各総裁である金大中（国民会議）、金鍾泌（自民連）、趙淳（民主党）、そして李仁済（国民新党）の有力候補5人による混戦模様となった。しかし、選挙戦の過程で行われた世論調査の結果、金鍾泌候補と趙淳候補は当選の可能性がないことが明らかになったため、他陣営との連携が焦点になった。金鍾泌候補は、次期政権でかねてからの持論である議院内閣制へ改憲すること等を条件に国民会議の金大中総裁との候補一本化に正式に合意した（11月3日）。
一方、趙淳候補も、李会昌候補と李仁済候補との間で政治的交渉を行い、11月7日に李会昌候補への一本化と党合併に合意し、同月21日には合併新党であるハンナラ党を結成した。
こうして、韓国の第15代韓国大統領選挙は、事実上、ハンナラ党の李会昌候補（62歳）、国民会議の金大中候補（71歳）、国民新党の李仁済候補（48歳）の有力3候補の戦いとなった。

## 候補者一覧
11月26日に選挙が公示され、立候補登録が締め切られた時点で以下の7名が立候補した。
| 記号 | 候補者名          | 政党                              | 備考                                   |
| ---- | ----------------- | --------------------------------- | -------------------------------------- |
| 1    | 李会昌 （이회창） | ハンナラ党 （한나라당）           |                                        |
| 2    | 金大中 （김대중） | 新政治国民会議 （새정치국민회의） | 自由民主連合（総裁：金鍾泌）が選挙協力 |
| 3    | 李仁済 （이인제） | 国民新党 （국민신당）             |                                        |
| 4    | 権永吉 （권영길） | 国民勝利21 （국민승리21）         | 全国民主労働組合総連盟が支援           |
| 5    | 許京寧 （허경영） | 共和党統一韓国 （공화당통일한국） |                                        |
| 6    | 金漢植 （김한식） | 正しい政治 （바른정치）           |                                        |
| 7    | 申正一 （신정일） | 統一韓国 （통일한국）             |                                        |

## 選挙結果
- 投票日：1997年12月18日
- 投票率：80.6%(投票者数：26,041,076／有権者数：32,290,416[2]）…前回（81.9%）より1.3%の減少。

| 順位 | 当落 | 候補者 | 政党           | 得票数     | 得票率 |
| ---- | ---- | ------ | -------------- | ---------- | ------ |
| 1    | 当選 | 金大中 | 新政治国民会議 | 10,326,275 | 40.27% |
| 2    |      | 李会昌 | ハンナラ党     | 9,935,718  | 38.74% |
| 3    |      | 李仁済 | 国民新党       | 4,925,591  | 19.20% |
| 4    |      | 権永吉 | 国民勝利21     | 306,026    | 1.19%  |
| 5    |      | 申正一 | 統一韓国       | 61,056     | 0.23%  |
| 6    |      | 金漢植 | 正しい政治     | 48,717     | 0.18%  |
| 7    |      | 許京寧 | 共和党統一韓国 | 39,055     | 0.15%  |

出典：自治体国際化協会CLAIRREPORT167号「大韓民国の第15代大統領選挙について」の第4章の表「候補別開票結果（最終）」。
| 地域名         | 地域名       | 金大中 | 李会昌 | 李仁済 |
| -------------- | ------------ | ------ | ------ | ------ |
| 首都圏         | ソウル特別市 | 44.9   | 40.9   | 12.8   |
| 首都圏         | 仁川広域市   | 38.5   | 36.4   | 23.0   |
| 首都圏         | 京畿道       | 39.3   | 35.5   | 23.6   |
| 江原道         | 江原道       | 23.8   | 43.2   | 30.9   |
| 忠清道         | 大田広域市   | 45.0   | 29.2   | 24.1   |
| 忠清道         | 忠清北道     | 37.4   | 30.8   | 29.4   |
| 忠清道         | 忠清南道     | 48.3   | 23.5   | 26.1   |
| 湖南（全羅道） | 光州広域市   | 97.3   | 1.3    | 0.7    |
| 湖南（全羅道） | 全羅北道     | 92.3   | 4.5    | 2.1    |
| 湖南（全羅道） | 全羅南道     | 94.6   | 3.2    | 1.4    |
| 嶺南（慶尚道） | 釜山広域市   | 15.3   | 53.3   | 29.8   |
| 嶺南（慶尚道） | 蔚山広域市   | 15.4   | 51.4   | 26.7   |
| 嶺南（慶尚道） | 大邱広域市   | 12.5   | 72.7   | 13.1   |
| 嶺南（慶尚道） | 慶尚北道     | 13.7   | 61.9   | 21.8   |
| 嶺南（慶尚道） | 慶尚南道     | 11.0   | 55.1   | 31.3   |
| 済州道         | 済州道       | 40.6   | 36.6   | 20.5   |

出典：自治体国際化協会CLAIRREPORT167号「大韓民国の第15代大統領選挙について」の「地域別候補者得票率」。なお本表を作成するにあたり地域毎に配列を変更した。

### 解説
金大中候補が李会昌候補を1.6％という僅差で破って悲願の当選を果たした。金大中の勝因としては、与党新韓国党の党内選挙に不満をいただいた李仁済が、脱党して選挙に挑んだことで与党の強固な地盤である嶺南地域の票が李会昌と李仁済の間で分裂した事、また忠清道地域に強い影響力を有している金鍾泌と選挙協力を結んだことで首都圏や湖南地域だけでなく忠清道地域でも金大中が李会昌に勝利できたこと等が挙げられる。しかし、嶺南地域における金大中の得票は20％に満たず依然として嶺南地域における反金大中感情の強さも示された。
金大中と金鍾泌の協力（DJP連合）、李仁済の立候補による与党支持票の分散、金泳三大統領と後継候補であるはずの李会昌の確執、アジア通貨危機による与党への逆風、これらのうち一つでも欠ければ金大中の当選は難しかったと言われている。